# Ehrenhain

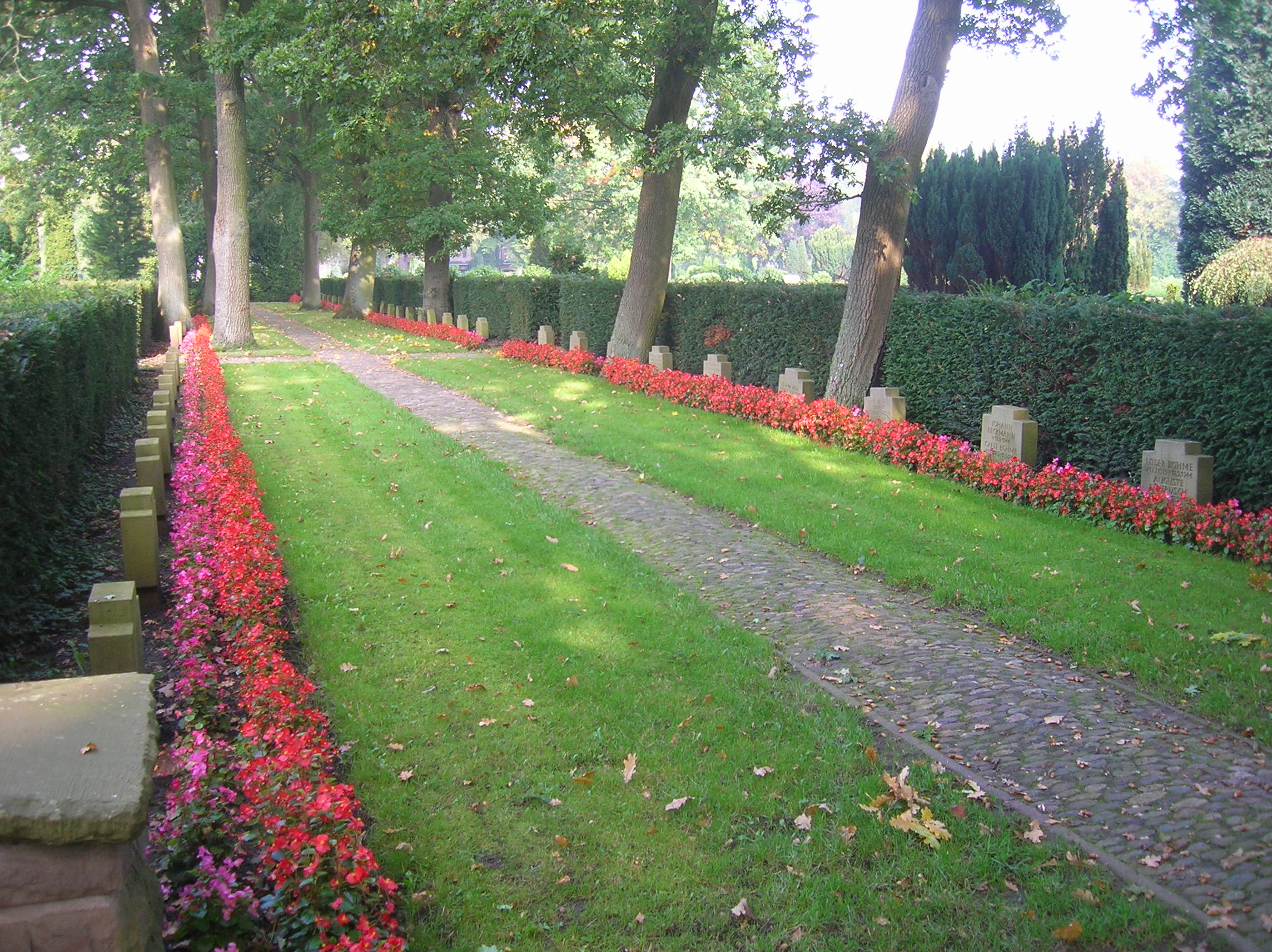
Ehrenhain in Geestemünde

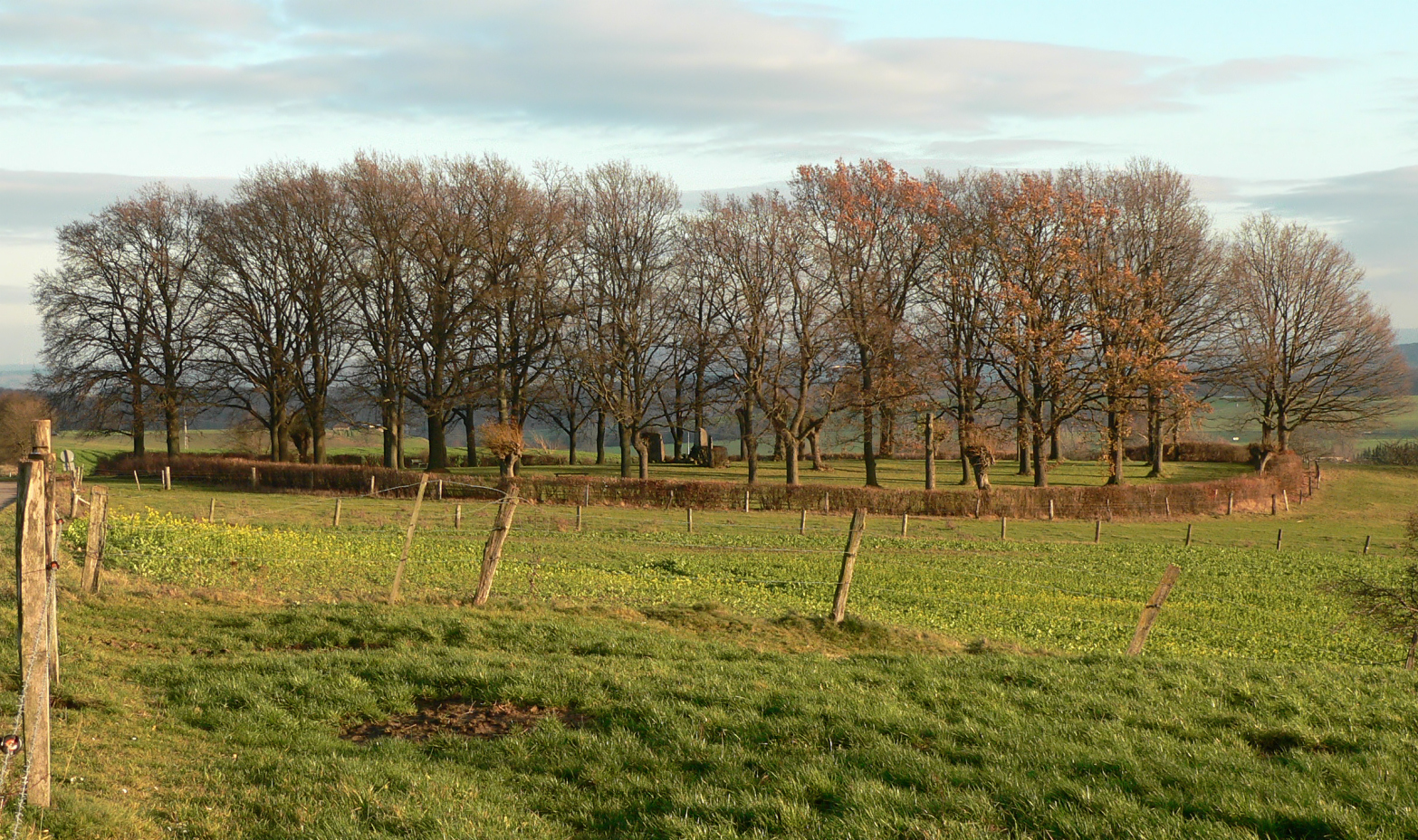
Ehrenhain bei Jühnde für die Gefallenen des Ersten und des Zweiten Weltkriegs

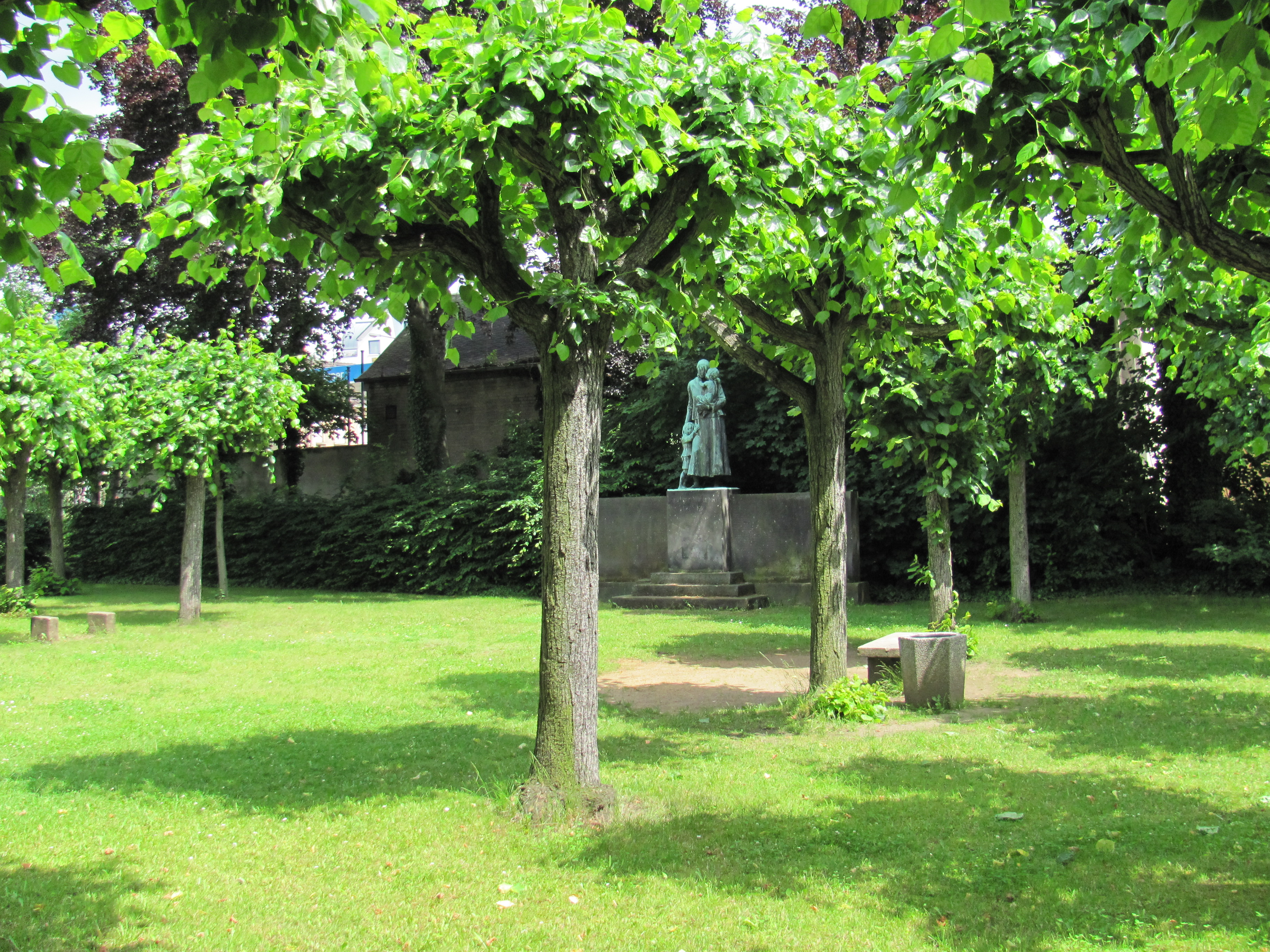
Ehrenhain in Radebeul für die Gefallenen des Ersten Weltkriegs

Ein Ehrenhain ist eine Gedenkstätte in der traditionellen Form eines Haines. Die Bezeichnung wird auch für Gedenkstätten verwendet, die nicht die Form eines Haines haben.

## Bedeutung
Ehrenhaine bestehen oder bestanden in vielen Ländern als Teil der Sepulkralkultur, insbesondere zum Gedenken an Kriegstote. Eine Vielzahl von Ehrenhainen wurde im Deutschen Kaiserreich zum Heldengedenken an die Kriegstoten angelegt. Ende 1914 hatte der Gartenarchitekt Willy Lange den sogenannten „Deutschen Heldenhain“ entwickelt. Für jeden gefallenen Soldaten einer Gemeinde sollte gemäß seinem Konzept eine Eiche gepflanzt werden. Deutschlandweit kam sein Konzept in der Folgezeit zur Anwendung.
In der DDR bestanden in nahezu jeder Bezirkshauptstadt Ehrenhaine zur Erinnerung an die Vorkämpfer des Sozialismus, die Opfer des Nationalsozialismus oder die Gefallenen der Sowjetarmee.
Während des Einsatzes der Bundeswehr in Afghanistan, bei dem es über 50 tote und mehr als 300 verwundete Bundeswehrsoldaten gab, wurden in den Feldlagern (so der Ehrenhain im Feldlager Kundus) und einigen Außenposten Ehrenhaine errichtet, die inzwischen im „Wald der Erinnerung“ in Potsdam zusammengeführt wurden.

## Orte mit Ehrenhainen
In Reihenfolge des jeweiligen Ortsnamens:
- Gräberanlage für die Opfer und Verfolgten des Naziregimes in Berlin
- Ehrenhain (Flensburg)
- Geestemünder Friedhof
- Wald der Erinnerung in der Henning-von-Tresckow-Kaserne in Schwielowsee
- Ehrenhain Hamburgischer Widerstandskämpfer
- Ehrenfriedhof (Lübeck)
- Ehrenhain (Radebeul)
- Ehrenhain von Remscheid
- Ehrenhain (Bad Schwartau)
- Gedenkstätte Ehrenhain Zeithain